# اندیس بی خیربلاغی
بی خیربلاغی یک اندیس فلزی است که در حوالی شهر تخت سلیمان استان آذربایجان غربی قرار دارد و مادهٔ معدنی موجود در آن، آنتیموان است.سنگ میزبان این اندیس آندزیت دگرسان شده است و دیرینگی آن به دوران الیگومیوسن می‌رسد. 